# Celama marginata
Celama marginata är en fjärilsart som beskrevs av George Francis Hampson 1895. Celama marginata ingår i släktet Celama och familjen trågspinnare. Inga underarter finns listade i Catalogue of Life.